# Tatyana Shchelkanova
Tatyana Shchelkanova (russe : Татья́на Щелка́нова, née le 18 avril 1937) et morte le 24 novembre 2011, est une athlète russe concourant dans les années 1960 sous les couleurs de l'URSS dans l'épreuve du saut en longueur. Elle a amélioré à trois reprises le record du monde de 1961 à 1964.

## Carrière
Le 16 juillet 1961 à Moscou, Tatyana Shchelkanova établit un nouveau record du monde de la discipline avec 6,48 m, améliorant de six centimètres la précédente meilleure marque mondiale de l'Est-allemande Hildrun Claus. Le 10 juin 1962, la Soviétique améliore son propre record du monde en réalisant 6,53 m lors du meeting de Leipzig. Elle s'adjuge peu après le titre des Championnats d'Europe de Belgrade avec 6,36 m, devançant largement la Polonaise Elzbieta Krzesinska. Le 4 juillet 1964 à Moscou, Shchelkanova signe un troisième record du monde de la longueur avec la marque de 6,70 m, soit treize centimètres de mieux que son ancienne performance. Troisième des Jeux olympiques de 1964, elle remporte le concours du pentathlon des Universiades d'été de 1965. L'année suivante, elle s'impose lors des premiers Jeux européens en salle disputés à Dortmund, réalisant à l'occasion un nouveau record du monde indoor avec 6,73 m.

## Palmarès
| Date | Compétition             | Lieu     | Résultat | Marque |
| ---- | ----------------------- | -------- | -------- | ------ |
| 1962 | Championnats d'Europe   | Belgrade | 1re      | 6,36 m |
| 1964 | Jeux olympiques         | Tokyo    | 3e       | 6,42 m |
| 1966 | Jeux européens en salle | Dortmund | 1re      | 6,73 m |